# 格奇島
64°52′S 63°31′W / 64.867°S 63.517°W
格奇島（Goetschy Island），是南極洲的島嶼，處於佩爾蒂埃海峽中部，屬於帕默群島的一部分，由讓-巴蒂斯特·夏古率領的法國探險隊繪入地圖，現時由南極條約體系管理。